# ウンベリフェロン
ウンベリフェロン (umbelliferone) または7-ヒドロキシクマリン (7-hydroxycoumarin) は、広く天然に存在するクマリン誘導体である。ココナッツ、コリアンダーおよびセイヨウトウキなどのセリ科（保留名Umbelliferae）植物などで生成する。黄色を帯びた白色の結晶で、熱水には僅かしか溶けないがエタノールには溶ける。紫外光を強く吸収する。

## 合成
ウンベリフェロンはクマル酸の環化により生合成される。人工的にはペヒマン縮合によって、レゾルシノールとホルミル酢酸（リンゴ酸からin situで生成）から合成される。
プロピオール酸メチルとパラジウム触媒を使う新しい合成法がある。

## 紫外線蛍光
ウンベリフェロンは300, 305および325 nmの波長を、それぞれ3.9, 3.95および4.15のlog ε で吸収し、紫外と可視光の両方で青色の蛍光を発する。紫外領域に強い吸収帯を持ち、吸収したエネルギーは安全な可視光として放出するため、サンスクリーン剤の製造に使われている。アルカリ溶液中ではフェノール性ヒドロキシル基が脱プロトン化（pKa = 7.7）するため吸収帯が変化する。

## 用途
紫外活性を持つことから、サンスクリーン剤や織物の蛍光増白剤に使われている。
銅やカドミウムなどの金属イオンの蛍光インジケーターとしても使うことができる。また、pH 6.5 - 8.9の間のpH指示薬に用いることができる。